# Port lotniczy Bazaruto
Port lotniczy Bazaruto (port. Aeroporto Bazaruto, IATA: BZB) – port lotniczy zlokalizowany na wyspie Bazaruto, w Mozambiku.